# NGC 2069
NGC 2069 је емисиона маглина у сазвежђу Златна риба која се налази на NGC листи објеката дубоког неба.
Деклинација објекта је - 69° 0' 18" а ректасцензија 5h 38m 40,0s. Привидна величина (магнитуда) објекта NGC 2069 износи 13,1. NGC 2069 је још познат и под ознакама ESO 57-EN7.